# Compostela (Meksyk)
Compostela – miasto w Meksyku, w stanie Nayarit.